# 428 до н. е.

## Події
- Відбулись Олімпійські ігри в Олімпії.
- Заснована Гераклея Луканія, або ж Луканська в Луканії — тарентська колонія, місце загальних зборів представників міст Великої Греції, нині теперішнє Полікоро в провінції Матера.
- У ході Пелопоннеської війни пелопоннесці втретє вторгнулись до Аттики, вслід за тим повстав сильний і багатий острів Лесбос з усіма містами, крім Мефімни, афіняни обложили Мітилену.
- Евріпід написав трагедію Гіпполіт.
- Авл Корнелій Косс і Тит Квінкцій Пен Цинціннат (вдруге) обрані консулами Римської республіки.

## Померли
- Анаксагор — давньогрецький філософ.